# Bundestagswahlkreis Gießen
Der Wahlkreis Gießen (Wahlkreis 172, bis zur Bundestagswahl 2021 Wahlkreis 173) ist ein Bundestagswahlkreis in Hessen. Der Wahlkreis umfasst den Großteil des Landkreises Gießen mit den Gemeinden Allendorf (Lumda), Buseck, Fernwald, Gießen, Grünberg, Heuchelheim, Hungen, Langgöns, Laubach, Lich, Linden, Lollar, Pohlheim, Rabenau, Reiskirchen, Staufenberg und aus dem Vogelsbergkreis die Gemeinden Alsfeld, Antrifttal, Feldatal, Gemünden (Felda), Homberg (Ohm), Kirtorf, Mücke und Romrod.

## Wahlkreisgeschichte
| Wahl      | Wahlkreisname | Gebiet |
| --------- | ------------- | --- |
| 1949      | VIII          | Stadt Gießen, Landkreis Gießen, Landkreis Alsfeld |
| 1953–1969 | 133 Gießen    | Stadt Gießen, Landkreis Gießen, Landkreis Alsfeld |
| 1972      | 133 Gießen    | - Kreisfreie Stadt Gießen, - Landkreis Gießen, - vom Vogelsbergkreis - die Gemeinde Alsfeld ohne die Ortsteile Berfa, Hattendorf und Lingelbach - die Gemeinden Antrifttal, Feldatal, Gemünden, Grebenau, Homberg, Kirtorf, Mücke, Romrod und Schwalmtal |
| 1976      | 133 Gießen    | Kreisfreie Stadt Gießen, Landkreis Gießen und vom Vogelsbergkreis die Gemeinden Alsfeld, Antrifttal, Feldatal, Gemünden, Grebenau, Homberg, Kirtorf, Mücke, Romrod, Schwalmtal |
| 1980–1983 | 131 Gießen    | vom Landkreis Gießen die Gemeinden Allendorf (Lumda), Buseck, Fernwald, Gießen mit Ausnahme des Stadtteils Lützellinden, Grünberg, Heuchelheim, Hungen, Langgöns, Laubach, Lich, Linden, Lollar, Pohlheim, Rabenau, Reiskirchen, Staufenberg und vom Vogelsbergkreis die Gemeinden Alsfeld, Antrifttal, Feldatal, Gemünden (Felda), Grebenau, Homberg (Ohm), Kirtorf, Mücke, Romrod, Schwalmtal |
| 1987–1998 | 131 Gießen    | vom Landkreis Gießen die Gemeinden Allendorf (Lumda), Buseck, Fernwald, Gießen, Grünberg, Heuchelheim, Hungen, Langgöns, Laubach, Lich, Linden, Lollar, Pohlheim, Rabenau, Reiskirchen, Staufenberg und vom Vogelsbergkreis die Gemeinden Alsfeld, Antrifttal, Feldatal, Gemünden (Felda), Grebenau, Homberg (Ohm), Kirtorf, Mücke, Romrod, Schwalmtal                                          |
| 2002–2005 | 175 Gießen    | vom Landkreis Gießen die Gemeinden Allendorf (Lumda), Buseck, Fernwald, Gießen, Grünberg, Heuchelheim, Hungen, Langgöns, Laubach, Lich, Linden, Lollar, Pohlheim, Rabenau, Reiskirchen, Staufenberg und vom Vogelsbergkreis die Gemeinden Alsfeld, Antrifttal, Feldatal, Gemünden (Felda), Grebenau, Homberg (Ohm), Kirtorf, Mücke, Romrod, Schotten, Schwalmtal                                |
| 2009      | 174 Gießen    | vom Landkreis Gießen die Gemeinden Allendorf (Lumda), Buseck, Fernwald, Gießen, Grünberg, Heuchelheim, Hungen, Langgöns, Laubach, Lich, Linden, Lollar, Pohlheim, Rabenau, Reiskirchen, Staufenberg und vom Vogelsbergkreis die Gemeinden Alsfeld, Antrifttal, Feldatal, Gemünden (Felda), Grebenau, Homberg (Ohm), Kirtorf, Mücke, Romrod, Schotten, Schwalmtal                                |
| 2013–2021 | 173 Gießen    | vom Landkreis Gießen die Gemeinden Allendorf (Lumda), Buseck, Fernwald, Gießen, Grünberg, Heuchelheim, Hungen, Langgöns, Laubach, Lich, Linden, Lollar, Pohlheim, Rabenau, Reiskirchen, Staufenberg und vom Vogelsbergkreis die Gemeinden Alsfeld, Antrifttal, Feldatal, Gemünden (Felda), Homberg (Ohm), Kirtorf, Mücke, Romrod                                                                |

## Wahlkreisabgeordnete
| Wahl | Abgeordneter | Abgeordneter      | Partei | Stimmen in % |
| ---- | ------------ | ----------------- | ------ | ------------ |
| 1949 |              | Ludwig Schneider  | FDP    | 39,5         |
| 1953 | 34,1         | Ludwig Schneider  | FDP    |              |
| 1957 |              | Hans Merten       | SPD    | 38,3         |
| 1961 | 42,4         | Hans Merten       | SPD    |              |
| 1965 | 47,3         | Hans Merten       | SPD    |              |
| 1969 |              | Erwin Horn        | SPD    | 49,8         |
| 1972 | 53,3         | Erwin Horn        | SPD    |              |
| 1976 | 47,4         | Erwin Horn        | SPD    |              |
| 1980 | 50,3         | Erwin Horn        | SPD    |              |
| 1983 |              | Adolf Roth        | CDU    | 47,5         |
| 1987 |              | Erwin Horn        | SPD    | 43,3         |
| 1990 | 41,6         | Erwin Horn        | SPD    |              |
| 1994 | 42,3         | Erwin Horn        | SPD    |              |
| 1998 |              | Rüdiger Veit      | SPD    | 46,4         |
| 2002 | 45,3         | Rüdiger Veit      | SPD    |              |
| 2005 | 43,3         | Rüdiger Veit      | SPD    |              |
| 2009 |              | Helge Braun       | CDU    | 36,7         |
| 2013 | 44,4         | Helge Braun       | CDU    |              |
| 2017 | 35,1         | Helge Braun       | CDU    |              |
| 2021 |              | Felix Döring      | SPD    | 30,4         |
| 2025 |              | Frederik Bouffier | CDU    | 30,4         |

## Wahlergebnisse

### Bundestagswahl 2025
| Kandidaten                                            | Kandidaten                     | Parteien/Listen     | Erststimmen | Erststimmen | Zweitstimmen | Zweitstimmen |
| Kandidaten                                            | Kandidaten                     | Parteien/Listen     | Stimmen     | %           | Stimmen      | %            |
| ----------------------------------------------------- | ------------------------------ | ------------------- | ----------- | ----------- | ------------ | ------------ |
|                                                       | Felix Maximilian Döring        | SPD                 | 49.203      | 27,8        | 33.232       | 18,7         |
|                                                       | Frederik Bouffiergewählt im WK | CDU                 | 53.851      | 30,4        | 47.077       | 26,6         |
|                                                       | Michel Zörb                    | GRÜNE               | 15.277      | 8,6         | 21.925       | 12,4         |
|                                                       | Dennis Pucher                  | FDP                 | 4.906       | 2,8         | 7.410        | 4,2          |
|                                                       | Robin Jünger                   | AfD                 | 33.549      | 19,0        | 33.917       | 19,1         |
|                                                       | Desiree Becker                 | Die Linke           | 12.442      | 7,0         | 17.359       | 9,8          |
|                                                       | Björn Feuerbach                | FREIE WÄHLER        | 5.121       | 2,9         | 3.043        | 1,7          |
|                                                       | —                              | Tierschutzpartei    | –           | –           | 2.199        | 1,2          |
|                                                       | —                              | Die PARTEI          | –           | –           | 1.079        | 0,6          |
|                                                       | Monika Pranjic                 | Volt                | 2.593       | 1,5         | 1.547        | 0,9          |
|                                                       | —                              | PdH                 | –           | –           | 210          | 0,1          |
|                                                       | —                              | MLPD                | –           | –           | 75           | 0,0          |
|                                                       | —                              | BÜNDNIS DEUTSCHLAND | –           | –           | 284          | 0,2          |
|                                                       | —                              | BSW                 | –           | –           | 7.889        | 4,5          |
| Gesamt                                                | Gesamt                         | Gesamt              | 176.942     | 100         | 177.246      | 100          |
|                                                       |                                |                     |             |             |              |              |
| Ungültige Stimmen                                     | Ungültige Stimmen              | Ungültige Stimmen   | 1.749       | 1,0         | 1.445        | 0,8          |
| Wähler                                                | Wähler                         | Wähler              | 178.691     | 83,1        | 178.691      | 83,1         |
| Wahlberechtigte                                       | Wahlberechtigte                | Wahlberechtigte     | 215.142     |             | 215.142      |              |
|                                                       |                                |                     |             |             |              |              |
| Quellen: Die Bundeswahlleiterin, Kandidaten – Stimmen |                                |                     |             |             |              |              |

### Bundestagswahl 2021
Die Bundestagswahl 2021 fand am Sonntag, den 26. September 2021, statt. Hierzu bewerben sich 23 Parteien mit ihren Landeslisten in Hessen.
| Gegenstand der Nachweisung  | Gegenstand der Nachweisung | Erst- stimmen | Erst- stimmen | Zweit- stimmen | Zweit- stimmen |
| Bewerber                    | Partei                     | Anzahl        | %             | Anzahl         | %              |
| --------------------------- | -------------------------- | ------------- | ------------- | -------------- | -------------- |
| Wahlberechtigte             | Wahlberechtigte            | 217.514       | 100           | 217.514        | 100            |
| Wähler                      | Wähler                     | 161.919       | 74,4          | 161.919        | 74,4           |
| Ungültige Stimmen           | Ungültige Stimmen          | 2.144         | 1,3           | 2.217          | 1,4            |
| Gültige Stimmen             | Gültige Stimmen            | 159.775       | 98,7          | 159.702        | 98,6           |
| davon                       |                            |               |               |                |                |
| Helge Braun                 | CDU                        | 47.283        | 29,6          | 36.201         | 22,7           |
| Felix Döring                | SPD                        | 48.514        | 30,4          | 44.046         | 27,6           |
| Uwe Schulz                  | AfD                        | 14.496        | 9,1           | 14.836         | 9,3            |
| Dennis Pucher               | FDP                        | 12.109        | 7,6           | 17.106         | 10.7           |
| Behzad Borhani              | GRÜNE                      | 21.249        | 13,3          | 26.109         | 16,3           |
| Ali Al-Dailami              | DIE LINKE                  | 6.339         | 4,0           | 8.028          | 5,0            |
|                             | Tierschutzpartei           | -             | -             | 2.301          | 1,4            |
| Walter Darwin               | Die PARTEI                 | 3.003         | 1,9           | 1.818          | 1,1            |
| Diego Semmler               | FREIE WÄHLER               | 4.595         | 2,9           | 3.697          | 2,3            |
|                             | PIRATEN                    | -             | -             | 555            | 0,3            |
|                             | NPD                        | -             | -             | 235            | 0,1            |
|                             | ÖDP                        | -             | -             | 251            | 0,2            |
|                             | V-Partei³                  | -             | -             | 177            | 0,1            |
|                             | MLPD                       | -             | -             | 34             | 0,0            |
| Henning Mächerle            | DKP                        | 233           | 0,1           | 117            | 0,1            |
| Stephan Erich Kurt Krüdener | dieBasis                   | 1.954         | 1,2           | 1.892          | 1,2            |
|                             | Bündnis C                  | -             | -             | 251            | 0,2            |
|                             | diePinken/BÜNDNIS21        | -             | -             | 50             | 0,0            |
|                             | LKR                        | -             | -             | 41             | 0,0            |
|                             | Die Humanisten             | -             | -             | 211            | 0,1            |
|                             | Gesundheitsforschung       | -             | -             | 216            | 0,1            |
|                             | Team Todenhöfer            | -             | -             | 632            | 0,4            |
|                             | Volt                       | -             | -             | 898            | 0,6            |

### Bundestagswahl 2017
Die Bundestagswahl 2017 fand am Sonntag, den 24. September 2017, statt. In Hessen haben sich 20 Parteien mit ihrer Landesliste beworben. Die Allianz Deutscher Demokraten zog ihre Bewerbung zurück. Die Violetten wurde vom Landeswahlausschuss zurückgewiesen, da nicht die erforderlichen zweitausend Unterschriften zur Unterstützung vorgelegt wurden. Somit bewerben sich 18 Parteien mit ihren Landeslisten in Hessen. Auf den Landeslisten kandidieren insgesamt 353 Bewerber, davon nicht ganz ein Drittel (114) Frauen.
| Gegenstand der Nachweisung | Gegenstand der Nachweisung | Erst- stimmen | Erst- stimmen | Zweit- stimmen | Zweit- stimmen |
| Bewerber                   | Partei                     | Anzahl        | %             | Anzahl         | %              |
| -------------------------- | -------------------------- | ------------- | ------------- | -------------- | -------------- |
| Wahlberechtigte            | Wahlberechtigte            | 217.806       | 100           | 217.806        | 100            |
| Wähler                     | Wähler                     | 166.633       | 76,5          | 166.633        | 76,5           |
| Ungültige Stimmen          | Ungültige Stimmen          | 2.479         | 1,5           | 2.322          | 1,4            |
| Gültige Stimmen            | Gültige Stimmen            | 164.154       | 98,5          | 164.311        | 98,6           |
| davon                      |                            |               |               |                |                |
| Helge Braun                | CDU                        | 57.610        | 35,1          | 49.518         | 30,1           |
| Matthias Körner            | SPD                        | 46.215        | 28,2          | 39.251         | 23,9           |
| Eva Goldbach               | GRÜNE                      | 13.618        | 8,3           | 15.897         | 9,7            |
| Ali Abass Jahya Al-Dailami | DIE LINKE                  | 10.346        | 6,3           | 13.798         | 8,4            |
| Uwe Schulz                 | AfD                        | 18.918        | 11,5          | 20.357         | 12,4           |
| Hermann Otto Solms         | FDP                        | 12.641        | 7,7           | 16.926         | 10,3           |
|                            | PIRATEN                    | -             | -             | 657            | 0,4            |
| Thassilo Hantusch          | NPD                        | 603           | 0,4           | 752            | 0,5            |
| Diego Semmler              | FREIE WÄHLER               | 3.190         | 1,9           | 2.169          | 1,3            |
|                            | Die PARTEI                 | -             | -             | 1.964          | 1,2            |
|                            | BüSo                       | -             | -             | 44             | 0              |
| Wanja Lange                | MLPD                       | 403           | 0,2           | 110            | 0,1            |
|                            | BGE                        | -             | -             | 271            | 0,2            |
| Henning Mächerle           | DKP                        | 239           | 0,1           | 120            | 0,1            |
|                            | DM                         | -             | -             | 254            | 0,2            |
|                            | ÖDP                        | -             | -             | 388            | 0,2            |
|                            | Tierschutzpartei           | -             | -             | 1.564          | 1              |
|                            | V-Partei³                  | -             | -             | 271            | 0,2            |
| Peter Klis                 | Einzelbewerber             | 371           | 0,2           | -              | -              |

### Bundestagswahl 2013
| Gegenstand der Nachweisung | Gegenstand der Nachweisung | Erst- stimmen | Erst- stimmen | Zweit- stimmen | Zweit- stimmen |
| Bewerber                   | Partei                     | Anzahl        | %             | Anzahl         | %              |
| -------------------------- | -------------------------- | ------------- | ------------- | -------------- | -------------- |
| Wahlberechtigte            | Wahlberechtigte            | 215.246       | 100,0         | 215.246        | 100,0          |
| Wähler                     | Wähler                     | 156.652       | 72,8          | 156.652        | 72,8           |
| Ungültige Stimmen          | Ungültige Stimmen          | 4.350         | 2,8           | 3.929          | 2,5            |
| Gültige Stimmen            | Gültige Stimmen            | 152.302       | 100,0         | 152.723        | 100,0          |
| davon                      |                            |               |               |                |                |
| Helge Braun                | CDU                        | 67.587        | 44,4          | 59.062         | 38,7           |
| Rüdiger Veit               | SPD                        | 54.028        | 35,5          | 45.299         | 29,7           |
| Hermann Otto Solms         | FDP                        | 4.543         | 3,0           | 7.553          | 4,9            |
| Tom Koenigs                | GRÜNE                      | 11.186        | 7,3           | 14.759         | 9,7            |
| Ali Abass Jahya Al-Dailami | DIE LINKE                  | 7.802         | 5,1           | 9.928          | 6,5            |
| Sascha Endlicher           | PIRATEN                    | 3.949         | 2,6           | 3.268          | 2,1            |
| Volker Sachs               | NPD                        | 2.483         | 1,6           | 1.977          | 1,3            |
|                            | REP                        | –             | –             | 273            | 0,2            |
|                            | BüSo                       | –             | –             | 93             | 0,1            |
|                            | MLPD                       | –             | –             | 59             | 0,0            |
|                            | AfD                        | –             | –             | 7.444          | 4,9            |
|                            | pro Deutschland            | –             | –             | 183            | 0,1            |
|                            | FREIE WÄHLER               | –             | –             | 1.982          | 1,3            |
|                            | Die PARTEI                 | –             | –             | 759            | 0,5            |
|                            | PSG                        | –             | –             | 84             | 0,1            |
| Peter Klis                 | Einzelbewerber             | 724           | 0,5           | –              |                |

### Bundestagswahl 2009
| Gegenstand der Nachweisung | Gegenstand der Nachweisung | Erst- stimmen | Erst- stimmen | Zweit- stimmen | Zweit- stimmen |
| Bewerber                   | Partei                     | Anzahl        | %             | Anzahl         | %              |
| -------------------------- | -------------------------- | ------------- | ------------- | -------------- | -------------- |
| Wahlberechtigte            | Wahlberechtigte            | 228.413       | 100,0         | 228.413        | 100,0          |
| Wähler                     | Wähler                     | 165.668       | 72,5          | 165.668        | 72,5           |
| Ungültige Stimmen          | Ungültige Stimmen          | 3.848         | 2,3           | 3.584          | 2,2            |
| Gültige Stimmen            | Gültige Stimmen            | 161.820       | 100,0         | 162.084        | 100,0          |
| davon                      |                            |               |               |                |                |
| Rüdiger Veit               | SPD                        | 55.331        | 34,2          | 44.222         | 27,3           |
| Helge Braun                | CDU                        | 59.441        | 36,7          | 50.276         | 31,0           |
| Hermann Otto Solms         | FDP                        | 17.928        | 11,1          | 25.687         | 15,8           |
| Tom Koenigs                | GRÜNE                      | 14.140        | 8,7           | 18.853         | 11,6           |
| Jonas Ahlgrimm             | DIE LINKE                  | 11.399        | 7,0           | 14.605         | 9,0            |
| Volker Sachs               | NPD                        | 2.328         | 1,4           | 1.853          | 1,1            |
|                            | REP                        | –             | –             | 701            | 0,4            |
|                            | Die Tierschutzpartei       | –             | –             | 1.528          | 0,9            |
|                            | BüSo                       | –             | –             | 193            | 0,1            |
|                            | MLPD                       | –             | –             | 46             | 0,0            |
|                            | DVU                        | –             | –             | 158            | 0,1            |
|                            | PIRATEN                    | –             | –             | 3.962          | 2,4            |
| Peter Klis                 | Einzelbewerber             | 1.253         | 0,8           | –              | –              |

### Bundestagswahl 2005
| Gegenstand der Nachweisung | Gegenstand der Nachweisung | Erst- stimmen | Erst- stimmen | Zweit- stimmen | Zweit- stimmen |
| Bewerber                   | Partei                     | Anzahl        | %             | Anzahl         | %              |
| -------------------------- | -------------------------- | ------------- | ------------- | -------------- | -------------- |
| Wahlberechtigte            | Wahlberechtigte            | 225.883       | 100,0         | 225.883        | 100,0          |
| Wähler                     | Wähler                     | 174.567       | 77,3          | 174.567        | 77,3           |
| Ungültige Stimmen          | Ungültige Stimmen          | 4.174         | 2,4           | 4.090          | 2,3            |
| Gültige Stimmen            | Gültige Stimmen            | 170.393       | 100,0         | 170.477        | 100,0          |
| davon                      |                            |               |               |                |                |
| Rüdiger Veit               | SPD                        | 73.793        | 43,3          | 62.080         | 36,4           |
| Helge Braun                | CDU                        | 64.468        | 37,8          | 54.529         | 32,0           |
| Christian Otto             | GRÜNE                      | 8.976         | 5,3           | 17.023         | 10,0           |
| Hermann Otto Solms         | FDP                        | 12.205        | 7,2           | 21.076         | 12,4           |
| Aris Christidis            | Die Linke.                 | 8.081         | 4,7           | 9.887          | 5,8            |
|                            | REP                        | –             | –             | 1.357          | 0,8            |
|                            | Die Tierschutzpartei       | –             | –             | 1.327          | 0,8            |
| Thomas Hantusch            | NPD                        | 2.870         | 1,7           | 2.269          | 1,3            |
|                            | GRAUE                      | –             | –             | 565            | 0,3            |
|                            | BüSo                       | –             | –             | 128            | 0,1            |
|                            | MLPD                       | –             | –             | 65             | 0,0            |
|                            | PSG                        | –             | –             | 171            | 0,1            |

### Bundestagswahl 2002
| Gegenstand der Nachweisung | Gegenstand der Nachweisung | Erst- stimmen | Erst- stimmen | Zweit- stimmen | Zweit- stimmen |
| Bewerber                   | Partei                     | Anzahl        | %             | Anzahl         | %              |
| -------------------------- | -------------------------- | ------------- | ------------- | -------------- | -------------- |
| Wahlberechtigte            | Wahlberechtigte            | 223.041       | 100,0         | 223.041        | 100,0          |
| Wähler                     | Wähler                     | 177.347       | 79,5          | 177.347        | 79,5           |
| Ungültige Stimmen          | Ungültige Stimmen          | 4.220         | 2,4           | 3.719          | 2,1            |
| Gültige Stimmen            | Gültige Stimmen            | 173.127       | 100,0         | 173.628        | 100,0          |
| davon                      |                            |               |               |                |                |
| Rüdiger Veit               | SPD                        | 78.438        | 45,3          | 70.640         | 40,7           |
| Helge Braun                | CDU                        | 67.573        | 39,0          | 63.294         | 36,5           |
| Klaus Becker               | GRÜNE                      | 9.462         | 5,5           | 16.641         | 9,6            |
| Hermann Otto Solms         | FDP                        | 14.862        | 8,6           | 15.717         | 9,1            |
|                            | REP                        | –             | –             | 1.408          | 0,8            |
| Michael Janitzki           | PDS                        | 2.792         | 1,6           | 2.526          | 1,5            |
|                            | Die Tierschutzpartei       | –             | –             | 794            | 0,5            |
|                            | NPD                        | –             | –             | 702            | 0,4            |
|                            | GRAUE                      | –             | –             | 262            | 0,2            |
|                            | PBC                        | –             | –             | 496            | 0,3            |
|                            | CM                         | –             | –             | 120            | 0,1            |
|                            | ödp                        | –             | –             | 120            | 0,1            |
|                            | BüSo                       | –             | –             | 67             | 0,0            |
|                            | Schill                     | –             | –             | 841            | 0,5            |

### Bundestagswahl 1998
| Gegenstand der Nachweisung | Gegenstand der Nachweisung | Erst- stimmen | Erst- stimmen | Zweit- stimmen | Zweit- stimmen |
| Bewerber                   | Partei                     | Anzahl        | %             | Anzahl         | %              |
| -------------------------- | -------------------------- | ------------- | ------------- | -------------- | -------------- |
| Wahlberechtigte            | Wahlberechtigte            | 211.017       | 100,0         | 211.017        | 100,0          |
| Wähler                     | Wähler                     | 176.243       | 83,5          | 176.243        | 83,5           |
| Ungültige Stimmen          | Ungültige Stimmen          | 3.180         | 1,8           | 2.450          | 1,4            |
| Gültige Stimmen            | Gültige Stimmen            | 173.063       | 100,0         | 173.793        | 100,0          |
| davon                      |                            |               |               |                |                |
| Adolf Roth                 | CDU                        | 67.266        | 38,9          | 58.254         | 33,5           |
| Rüdiger Veit               | SPD                        | 80.261        | 46,4          | 72.962         | 42,0           |
| Michael Riese              | GRÜNE                      | 7.677         | 4,4           | 13.668         | 7,9            |
| Hermann Otto Solms         | F.D.P.                     | 7.171         | 4,1           | 14.553         | 8,4            |
| Ralph Heinz Pötter         | PDS                        | 2.238         | 1,3           | 2.800          | 1,6            |
|                            | APPD                       | –             | –             | 169            | 0,1            |
|                            | BüSo                       | –             | –             | 28             | 0,0            |
| Bernd Thomas Ramb          | BFB – Die Offensive        | 1.756         | 1,0           | 1.208          | 0,7            |
|                            | Chance 2000                | –             | –             | 105            | 0,1            |
|                            | CM                         | –             | –             | 61             | 0,0            |
|                            | DVU                        | –             | –             | 1.737          | 1,0            |
| Liselotte Dederichs        | GRAUE                      | 548           | 0,3           | 363            | 0,2            |
| Wolfgang Schwab            | REP                        | 5.181         | 3,0           | 4.654          | 2,7            |
|                            | DIE FRAUEN                 | –             | –             | 152            | 0,1            |
|                            | Pro DM                     | –             | –             | 1.399          | 0,8            |
|                            | Die Tierschutzpartei       | –             | –             | 621            | 0,4            |
|                            | NPD                        | –             | –             | 416            | 0,2            |
|                            | NATURGESETZ                | –             | –             | 134            | 0,1            |
|                            | ödp                        | –             | –             | 104            | 0,1            |
| Rudolf Schmidt             | PBC                        | 540           | 0,3           | 377            | 0,2            |
|                            | PSG                        | –             | –             | 28             | 0,0            |
| Ulrike Hanstein            | Einzelbewerberin           | 425           | 0,2           | –              | –              |

### Bundestagswahl 1994
| Gegenstand der Nachweisung       | Gegenstand der Nachweisung | Erst- stimmen | Erst- stimmen | Zweit- stimmen | Zweit- stimmen |
| Bewerber                         | Partei                     | Anzahl        | %             | Anzahl         | %              |
| -------------------------------- | -------------------------- | ------------- | ------------- | -------------- | -------------- |
| Wahlberechtigte                  | Wahlberechtigte            | 210.484       | 100,0         | 210.484        | 100,0          |
| Wähler                           | Wähler                     | 172.010       | 81,7          | 172.010        | 81,7           |
| Ungültige Stimmen                | Ungültige Stimmen          | 3.351         | 1,9           | 2.332          | 1,4            |
| Gültige Stimmen                  | Gültige Stimmen            | 168.659       | 100,0         | 169.678        | 100,0          |
| davon                            |                            |               |               |                |                |
| Adolf Roth                       | CDU                        | 69.830        | 41,4          | 64.273         | 37,9           |
| Erwin Horn                       | SPD                        | 71.421        | 42,3          | 66.989         | 39,5           |
| Hermann Otto Solms               | F.D.P.                     | 8.064         | 4,8           | 14.343         | 8,5            |
| Hans-Christoph Boppel            | GRÜNE                      | 13.211        | 7,8           | 15.602         | 9,2            |
| Rolf Friedrich von Ahrentschildt | REP                        | 4.579         | 2,7           | 4.742          | 2,8            |
|                                  | PDS                        | –             | –             | 1.822          | 1,1            |
|                                  | Solidarität                | –             | –             | 33             | 0,0            |
|                                  | DIE GRAUEN                 | –             | –             | 551            | 0,3            |
| Marlies Dora Charlotte Tiemann   | NATURGESETZ                | 898           | 0,5           | 552            | 0,3            |
|                                  | MLPD                       | –             | –             | 17             | 0,0            |
|                                  | ÖDP                        | –             | –             | 323            | 0,2            |
| Rolf Herdejost                   | PBC                        | 656           | 0,4           | 431            | 0,3            |

### Bundestagswahl 1990
| Gegenstand der Nachweisung       | Gegenstand der Nachweisung | Erst- stimmen | Erst- stimmen | Zweit- stimmen | Zweit- stimmen |
| Bewerber                         | Partei                     | Anzahl        | %             | Anzahl         | %              |
| -------------------------------- | -------------------------- | ------------- | ------------- | -------------- | -------------- |
| Wahlberechtigte                  | Wahlberechtigte            | 208.966       | 100,0         | 208.966        | 100,0          |
| Wähler                           | Wähler                     | 168.726       | 80,7          | 168.726        | 80,7           |
| Ungültige Stimmen                | Ungültige Stimmen          | 3.022         | 1,8           | 2.395          | 1,4            |
| Gültige Stimmen                  | Gültige Stimmen            | 165.704       | 100,0         | 166.331        | 100,0          |
| davon                            |                            |               |               |                |                |
| Adolf Roth                       | CDU                        | 67.520        | 40,7          | 64.871         | 39,0           |
| Erwin Horn                       | SPD                        | 68.981        | 41,6          | 66.445         | 39,9           |
| Reimer Hinrich Hamann            | GRÜNE                      | 10.482        | 6,3           | 9.828          | 5,9            |
| Hermann Otto Solms               | F.D.P.                     | 13.363        | 8,1           | 18.790         | 11,3           |
|                                  | DIE GRAUEN                 | –             | –             | 1.201          | 0,7            |
| Rolf Friedrich von Ahrentschildt | REP                        | 3.587         | 2,2           | 3.425          | 2,1            |
|                                  | NPD                        | –             | –             | 472            | 0,3            |
| Frank Mierse                     | ÖDP                        | 806           | 0,5           | 619            | 0,4            |
|                                  | PDS                        | –             | –             | 680            | 0,4            |
| Bruno Härtel                     | CM                         | 965           | 0,6           | –              | –              |

### Bundestagswahl 1987
| Gegenstand der Nachweisung | Gegenstand der Nachweisung | Erst- stimmen | Erst- stimmen | Zweit- stimmen | Zweit- stimmen |
| Bewerber                   | Partei                     | Anzahl        | %             | Anzahl         | %              |
| -------------------------- | -------------------------- | ------------- | ------------- | -------------- | -------------- |
| Wahlberechtigte            | Wahlberechtigte            | 197.200       | 100,0         | 197.200        | 100,0          |
| Wähler                     | Wähler                     | 169.847       | 86,1          | 169.847        | 86,1           |
| Ungültige Stimmen          | Ungültige Stimmen          | 2.518         | 1,5           | 2.036          | 1,2            |
| Gültige Stimmen            | Gültige Stimmen            | 167.329       | 100,0         | 167.811        | 100,0          |
| davon                      |                            |               |               |                |                |
| Adolf Roth                 | CDU                        | 71.363        | 42,6          | 65.692         | 39,1           |
| Erwin Horn                 | SPD                        | 72.465        | 43,3          | 68.472         | 40,8           |
| Hermann Otto Solms         | F.D.P.                     | 8.486         | 5,1           | 16.061         | 9,6            |
| Hans Christoph Boppel      | GRÜNE                      | 12.215        | 7,3           | 15.245         | 9,1            |
|                            | FRAUEN                     | –             | –             | 444            | 0,3            |
|                            | MLPD                       | –             | –             | 35             | 0,0            |
| Hans Schmidt               | NPD                        | 1.297         | 0,8           | 1.261          | 0,8            |
|                            | ÖDP                        | –             | –             | 359            | 0,2            |
| Wilhelm Karl Ernst Pimper  | Patrioten                  | 297           | 0,2           | 242            | 0,1            |
| Heinz-Joachim Nagel        | FRIEDEN                    | 1.206         | 0,7           | –              | –              |

### Bundestagswahl 1983
| Gegenstand der Nachweisung | Gegenstand der Nachweisung | Erst- stimmen | Erst- stimmen | Zweit- stimmen | Zweit- stimmen |
| Bewerber                   | Partei                     | Anzahl        | %             | Anzahl         | %              |
| -------------------------- | -------------------------- | ------------- | ------------- | -------------- | -------------- |
| Wahlberechtigte            | Wahlberechtigte            | 190.180       | 100,0         | 190.180        | 100,0          |
| Wähler                     | Wähler                     | 172.720       | 90,8          | 172.720        | 90,8           |
| Ungültige Stimmen          | Ungültige Stimmen          | 1.924         | 1,1           | 1.578          | 0,9            |
| Gültige Stimmen            | Gültige Stimmen            | 170.796       | 100,0         | 171.142        | 100,0          |
| davon                      |                            |               |               |                |                |
| Erwin Horn                 | SPD                        | 76.062        | 44,5          | 72.017         | 42,1           |
| Adolf Roth                 | CDU                        | 81.044        | 47,5          | 74.133         | 43,3           |
| Hermann Otto Solms         | F.D.P.                     | 5.050         | 3,0           | 13.784         | 8,1            |
| Axel Sigfrid Brück         | DKP                        | 476           | 0,3           | 386            | 0,2            |
| Gerhard Küchen             | GRÜNE                      | 7.588         | 4,4           | 10.303         | 6,0            |
| Andrea Kaestner            | EAP                        | 115           | 0,1           | 100            | 0,1            |
| Heinrich Appel             | NPD                        | 461           | 0,3           | 419            | 0,2            |

### Bundestagswahl 1980
| Gegenstand der Nachweisung | Gegenstand der Nachweisung | Erst- stimmen | Erst- stimmen | Zweit- stimmen | Zweit- stimmen |
| Bewerber                   | Partei                     | Anzahl        | %             | Anzahl         | %              |
| -------------------------- | -------------------------- | ------------- | ------------- | -------------- | -------------- |
| Wahlberechtigte            | Wahlberechtigte            | 186.039       | 100,0         | 186.039        | 100,0          |
| Wähler                     | Wähler                     | 168.258       | 90,4          | 168.258        | 90,4           |
| Ungültige Stimmen          | Ungültige Stimmen          | 2.124         | 1,3           | 1.618          | 1,0            |
| Gültige Stimmen            | Gültige Stimmen            | 166.134       | 100,0         | 166.640        | 100,0          |
| davon                      |                            |               |               |                |                |
| Erwin Horn                 | SPD                        | 83.494        | 50,3          | 80.398         | 48,2           |
| Erna-Maria Geier           | CDU                        | 67.847        | 40,8          | 66.400         | 39,8           |
| Hermann Otto Solms         | F.D.P.                     | 10.865        | 6,5           | 16.256         | 9,8            |
| Michael Karl Beltz         | DKP                        | 495           | 0,3           | 384            | 0,2            |
| Wolfgang Alfred Pusch      | GRÜNE                      | 3.311         | 2,0           | 2.798          | 1,7            |
|                            | EAP                        | –             | –             | 34             | 0,0            |
| Walter Richter             | KBW                        | 122           | 0,1           | 75             | 0,0            |
|                            | NPD                        | –             | –             | 250            | 0,2            |
|                            | V                          | –             | –             | 45             | 0,0            |

### Bundestagswahl 1976
| Gegenstand der Nachweisung | Gegenstand der Nachweisung | Erst- stimmen | Erst- stimmen | Zweit- stimmen | Zweit- stimmen |
| Bewerber                   | Partei                     | Anzahl        | %             | Anzahl         | %              |
| -------------------------- | -------------------------- | ------------- | ------------- | -------------- | -------------- |
| Wahlberechtigte            | Wahlberechtigte            | 177.984       | 100,0         | 177.984        | 100,0          |
| Wähler                     | Wähler                     | 164.357       | 92,3          | 164.357        | 92,3           |
| Ungültige Stimmen          | Ungültige Stimmen          | 1.785         | 1,1           | 1.358          | 0,8            |
| Gültige Stimmen            | Gültige Stimmen            | 162.572       | 100,0         | 162.999        | 100,0          |
| davon                      |                            |               |               |                |                |
| Erwin Horn                 | SPD                        | 77.132        | 47,4          | 75.642         | 46,4           |
| Erna-Maria Geier           | CDU                        | 72.689        | 44,7          | 72.558         | 44,5           |
| Hermann Otto Solms         | F.D.P.                     | 10.872        | 6,7           | 13.114         | 8,0            |
|                            | AUD                        | –             | –             | 106            | 0,1            |
|                            | AVP                        | –             | –             | 18             | 0,0            |
| Michael Karl Beltz         | DKP                        | 952           | 0,6           | 713            | 0,4            |
|                            | EAP                        | –             | –             | 17             | 0,0            |
|                            | KPD                        | –             | –             | 125            | 0,1            |
| Detlev Huber               | KBW                        | 331           | 0,2           | 209            | 0,1            |
| Emil Münch                 | NPD                        | 596           | 0,4           | 497            | 0,3            |

### Bundestagswahl 1972
| Gegenstand der Nachweisung | Gegenstand der Nachweisung | Erst- stimmen | Erst- stimmen | Zweit- stimmen | Zweit- stimmen |
| Bewerber                   | Partei                     | Anzahl        | %             | Anzahl         | %              |
| -------------------------- | -------------------------- | ------------- | ------------- | -------------- | -------------- |
| Wahlberechtigte            | Wahlberechtigte            | 172.628       | 100,0         | 172.628        | 100,0          |
| Wähler                     | Wähler                     | 158.158       | 91,6          | 158.158        | 91,6           |
| Ungültige Stimmen          | Ungültige Stimmen          | 1.988         | 1,3           | 1.192          | 0,8            |
| Gültige Stimmen            | Gültige Stimmen            | 156.170       | 100,0         | 156.966        | 100,0          |
| davon                      |                            |               |               |                |                |
| Erwin Horn                 | SPD                        | 83.183        | 53,3          | 76.723         | 48,9           |
| Berthold Martin            | CDU                        | 63.194        | 40,5          | 63.234         | 40,3           |
| Günther Thüringer          | F.D.P.                     | 8.024         | 5,1           | 15.308         | 9,8            |
| Michael Karl Beltz         | DKP                        | 762           | 0,5           | 591            | 0,4            |
|                            | EFP                        | –             | –             | 136            | 0,1            |
| Emil Münch                 | NPD                        | 1.007         | 0,6           | 974            | 0,6            |

### Bundestagswahl 1969
| Gegenstand der Nachweisung | Gegenstand der Nachweisung | Erst- stimmen | Erst- stimmen | Zweit- stimmen | Zweit- stimmen |
| Bewerber                   | Partei                     | Anzahl        | %             | Anzahl         | %              |
| -------------------------- | -------------------------- | ------------- | ------------- | -------------- | -------------- |
| Wahlberechtigte            | Wahlberechtigte            | 160.041       | 100,0         | 160.041        | 100,0          |
| Wähler                     | Wähler                     | 141.424       | 88,4          | 141.424        | 88,4           |
| Ungültige Stimmen          | Ungültige Stimmen          | 4.313         | 3,0           | 2.605          | 1,8            |
| Gültige Stimmen            | Gültige Stimmen            | 137.111       | 100,0         | 138.819        | 100,0          |
| davon                      |                            |               |               |                |                |
| Erwin Horn                 | SPD                        | 68.324        | 49,8          | 65.029         | 46,8           |
| Berthold Martin            | CDU                        | 51.537        | 37,6          | 50.450         | 36,3           |
| Günther Thüringer          | FDP                        | 7.880         | 5,7           | 10.358         | 7,5            |
| Heinz-Joachim Nagel        | ADF                        | 970           | 0,7           | 891            | 0,6            |
|                            | EP                         | –             | –             | 188            | 0,1            |
|                            | GPD                        | –             | –             | 1.745          | 1,3            |
| Rudolf Rohrbach            | NPD                        | 8.400         | 6,1           | 10.158         | 7,3            |

### Bundestagswahl 1965
| Gegenstand der Nachweisung | Gegenstand der Nachweisung | Erst- stimmen | Erst- stimmen | Zweit- stimmen | Zweit- stimmen |
| Bewerber                   | Partei                     | Anzahl        | %             | Anzahl         | %              |
| -------------------------- | -------------------------- | ------------- | ------------- | -------------- | -------------- |
| Wahlberechtigte            | Wahlberechtigte            | 157.872       | 100,0         | 157.872        | 100,0          |
| Wähler                     | Wähler                     | 138.915       | 88,0          | 138.915        | 88,0           |
| Ungültige Stimmen          | Ungültige Stimmen          | 3.850         | 2,8           | 3.869          | 2,8            |
| Gültige Stimmen            | Gültige Stimmen            | 135.065       | 100,0         | 135.046        | 100,0          |
| davon                      |                            |               |               |                |                |
| Hans Merten                | SPD                        | 63.871        | 47,3          | 62.407         | 46,2           |
| Berthold Martin            | CDU                        | 46.863        | 34,7          | 44.945         | 33,3           |
| Kurt Hentrich              | FDP                        | 18.225        | 13,5          | 20.898         | 15,5           |
| Alfred Gross               | AUD                        | 235           | 0,2           | 232            | 0,2            |
| Heinz-Joachim Nagel        | DFU                        | 1.617         | 1,2           | 1.820          | 1,3            |
| Rudolf Rohrbach            | NPD                        | 4.254         | 3,1           | 4.744          | 3,5            |

### Bundestagswahl 1961
| Gegenstand der Nachweisung | Gegenstand der Nachweisung | Erst- stimmen | Erst- stimmen | Zweit- stimmen | Zweit- stimmen |
| Bewerber                   | Partei                     | Anzahl        | %             | Anzahl         | %              |
| -------------------------- | -------------------------- | ------------- | ------------- | -------------- | -------------- |
| Wahlberechtigte            | Wahlberechtigte            | 154.514       | 100,0         | 154.514        | 100,0          |
| Wähler                     | Wähler                     | 136.814       | 88,5          | 136.814        | 88,5           |
| Ungültige Stimmen          | Ungültige Stimmen          | 3.821         | 2,8           | 7.670          | 5,6            |
| Gültige Stimmen            | Gültige Stimmen            | 132.993       | 100,0         | 129.144        | 100,0          |
| davon                      |                            |               |               |                |                |
| Wilhelm Gontrum            | CDU                        | 40.547        | 30,5          | 37.580         | 29,1           |
| Hans Merten                | SPD                        | 56.325        | 42,4          | 54.413         | 42,1           |
| Hans Stein                 | FDP                        | 23.821        | 17,9          | 24.548         | 19,0           |
| Gotthard Franke            | GDP (DP-BHE)               | 9.146         | 6,9           | 9.240          | 7,2            |
| Heinz-Joachim Nagel        | DFU                        | 2.291         | 1,7           | 2.453          | 1,9            |
| Richard Cost               | DRP                        | 863           | 0,6           | 910            | 0,7            |

### Bundestagswahl 1957
| Gegenstand der Nachweisung | Gegenstand der Nachweisung | Erst- stimmen | Erst- stimmen | Zweit- stimmen | Zweit- stimmen |
| Bewerber                   | Partei                     | Anzahl        | %             | Anzahl         | %              |
| -------------------------- | -------------------------- | ------------- | ------------- | -------------- | -------------- |
| Wahlberechtigte            | Wahlberechtigte            | 147.799       | 100,0         | 147.799        | 100,0          |
| Wähler                     | Wähler                     | 132.423       | 89,6          | 132.423        | 89,6           |
| Ungültige Stimmen          | Ungültige Stimmen          | 9.504         | 7,2           | 5.069          | 3,8            |
| Gültige Stimmen            | Gültige Stimmen            | 122.919       | 100,0         | 127.354        | 100,0          |
| davon                      |                            |               |               |                |                |
| Hans Merten                | SPD                        | 47.059        | 38,3          | 44.272         | 34,8           |
|                            | CDU                        | –             | –             | 48.233         | 37,9           |
| Knut von Kühlmann-Stumm    | FDP                        | 12.995        | 10,6          | 11.073         | 8,7            |
| Gotthard Franke            | GB/BHE                     | 13.662        | 11,1          | 11.306         | 8,9            |
| Ludwig Schneider1)         | DP                         | 46.967        | 38,2          | 10.894         | 8,6            |
|                            | BdD                        | –             | –             | 195            | 0,2            |
| Richard Cost               | DRP                        | 2.236         | 1,8           | 1.381          | 1,1            |

1)1957 war Ludwig Schneider der gemeinsame Kandidat der CDU und der DP. Die CDU stellte keinen eigenen Kandidaten auf und rief zur Wahl von Schneider auf.

### Bundestagswahl 1953
| Gegenstand der Nachweisung | Gegenstand der Nachweisung | Erst- stimmen | Erst- stimmen | Zweit- stimmen | Zweit- stimmen |
| Bewerber                   | Partei                     | Anzahl        | %             | Anzahl         | %              |
| -------------------------- | -------------------------- | ------------- | ------------- | -------------- | -------------- |
| Wahlberechtigte            | Wahlberechtigte            | 144.174       | 100,0         | 144.174        | 100,0          |
| Wähler                     | Wähler                     | 124.033       | 86,0          | 124.033        | 86,0           |
| Ungültige Stimmen          | Ungültige Stimmen          | 2.564         | 2,1           | 3.445          | 2,8            |
| Gültige Stimmen            | Gültige Stimmen            | 121.469       | 100,0         | 120.588        | 100,0          |
| davon                      |                            |               |               |                |                |
| Wilhelm Gontrum            | CDU                        | 21.944        | 18,1          | 28.070         | 23,3           |
| Otto Bepler                | SPD                        | 39.033        | 32,1          | 38.247         | 31,7           |
| Ludwig Schneider           | FDP                        | 41.460        | 34,1          | 33.605         | 27,9           |
| Gotthard Franke            | GB/BHE                     | 14.863        | 12,2          | 15.039         | 12,5           |
| Julius F. Klinkowström     | DP                         | 592           | 0,5           | 1.670          | 1,4            |
| Heinrich Volk              | KPD                        | 1.866         | 1,5           | 1.898          | 1,6            |
| Annette Stöhr              | GVP                        | 1.711         | 1,4           | 2.059          | 1,7            |

### Bundestagswahl 1949
|                   | Partei            | Anzahl  | %     |
| ----------------- | ----------------- | ------- | ----- |
| Wahlberechtigte   | Wahlberechtigte   | 143.130 | 100,0 |
| Wähler            | Wähler            | 109.222 | 76,3  |
| Ungültige Stimmen | Ungültige Stimmen | 4.049   | 3,7   |
| Gültige Stimmen   | Gültige Stimmen   | 105.173 | 100,0 |
| davon             |                   |         |       |
| Arthur Arzt       | SPD               | 26.905  | 25,6  |
| Hugo Lotz         | CDU               | 10.445  | 9,9   |
| Ludwig Schneider  | FDP               | 41.499  | 39,5  |
| Heinrich Volk     | KPD               | 4.795   | 4,6   |
| Hans Kalny        | Unabhängiger      | 21.529  | 20,5  |